# Barchhen
Barchhen (nep. बर्छैन) – gaun wikas samiti w zachodniej części Nepalu w strefie Seti w dystrykcie Doti. Według nepalskiego spisu powszechnego z 2001 roku liczył on 816 gospodarstw domowych i 5459 mieszkańców (2693 kobiet i 2766 mężczyzn).